# West Malvern
West Malvern – wieś w Anglii, w hrabstwie Worcestershire, w dystrykcie Malvern Hills. Leży 12 km na południowy zachód od miasta Worcester i 167 km na północny zachód od Londynu.